# 608
Năm 608 trong lịch Julius.